# Melanagromyza remota
Melanagromyza remota este o specie de muște din genul Melanagromyza, familia Agromyzidae, descrisă de Spencer în anul 1973.
Este endemică în Venezuela. Conform Catalogue of Life specia Melanagromyza remota nu are subspecii cunoscute.